# Labergement-lès-Seurre
Labergement-lès-Seurre è un comune francese di 969 abitanti situato nel dipartimento della Côte-d'Or nella regione della Borgogna-Franca Contea.

## Società

### Evoluzione demografica
Abitanti censiti